# Charles Laughton
Charles Laughton (1. červenec 1899 – 15. prosinec 1962) byl britský herec, režisér a producent. Roku 1933 získal Oscara za mužský herecký výkon v hlavní roli v britském historickém filmu Šest žen Jindřicha VIII. Na Oscara byl nominován i roku 1936 za výpravný hollywoodský trhák Vzpoura na lodi Bounty, kde hrál po boku Clarka Gabla. V závěru kariéry, roku 1958 se dočkal ještě jedné nominace, za hlavní roli v britském snímku Svědek obžaloby, detektivním dramatu na motivy románu Agathy Christie, kde jeho partnerku na plátně ztvárnila Marlene Dietrichová. Ceněná byla též jeho kreace Quasimoda ve filmové adaptaci Zvoníka od Matky Boží z roku 1939 či Graccha ve filmu Spartacus z roku 1960. Sám režíroval snímky The Man on the Eiffel Tower (1949) a Lovcova noc (1955). Produkoval tři filmy: Vessel of Wrath (1938), Sidewalks of London (1938) a Jamaica Inn (1939).